# ناتالیا میخایلووا
ناتالیا میخایلووا (به انگلیسی: Natalya Mikhaylova) (زادهٔ ۱۹ مهٔ ۱۹۴۸) شناگر اهل شوروی است.